# Kenneth Scicluna
Kenneth Scicluna (Pietà, 15 giugno 1979) è un ex calciatore maltese, di ruolo difensore.